# Kühren-Burkartshain
Kühren-Burkartshain war der Name einer Gebietskörperschaft im sächsischen Muldentalkreis. Die kreisangehörige Gemeinde im Zentrum des Kreises war am 1. Januar 1994 aus dem Zusammenschluss der bis dahin selbständigen Gemeinden Burkartshain und Kühren entstanden. Mit Wirkung vom 1. Oktober 2006 wurde sie in die Stadt Wurzen, Landkreis Leipzig, eingegliedert.

## Geographie und Verkehr

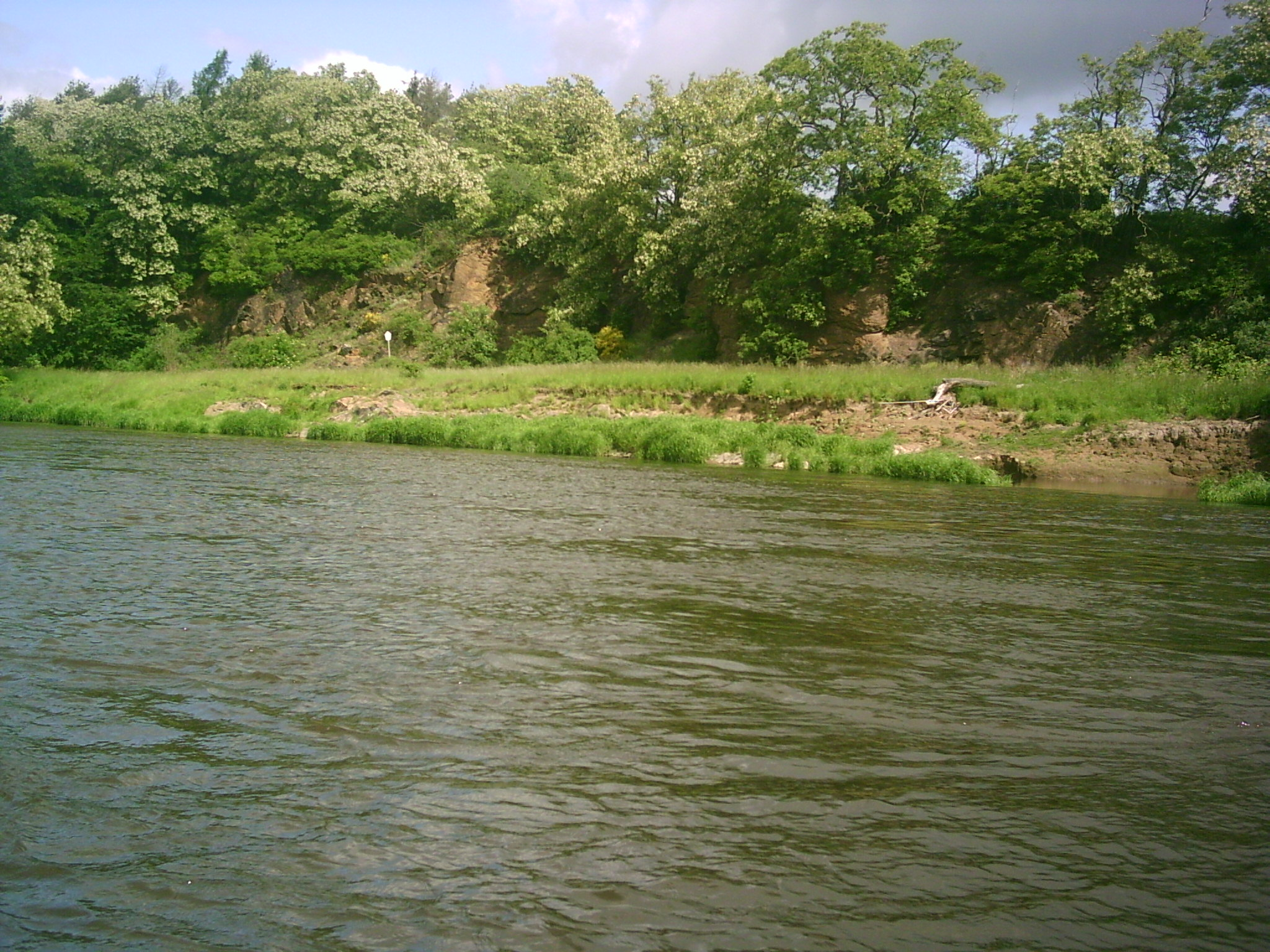
Oelschützer Loreley

Das ehemalige Gemeindegebiet von Kühren-Burkartshain liegt ca. 10 km südöstlich von Wurzen und ca. 18 km nordöstlich von Grimma auf einer Seehöhe von 145 Metern. Es erstreckt sich vom Ostufer der Mulde bis zum Westrand des Wermsdorfer Forstes. Der dort entspringende Mühlbach fließt durch die ehemalige Gemeinde. Westlich von ihr verläuft die B 107. Die B 6 und die Bahnstrecke Leipzig–Riesa–Dresden führen durch den Ortsteil Kühren. Die sich südlich der Gemeinde erstreckende A 14 ist über den Anschluss Grimma (ca. 15 km) zu erreichen.
Zur Gemeinde gehörten folgende 12 Ortsteile:

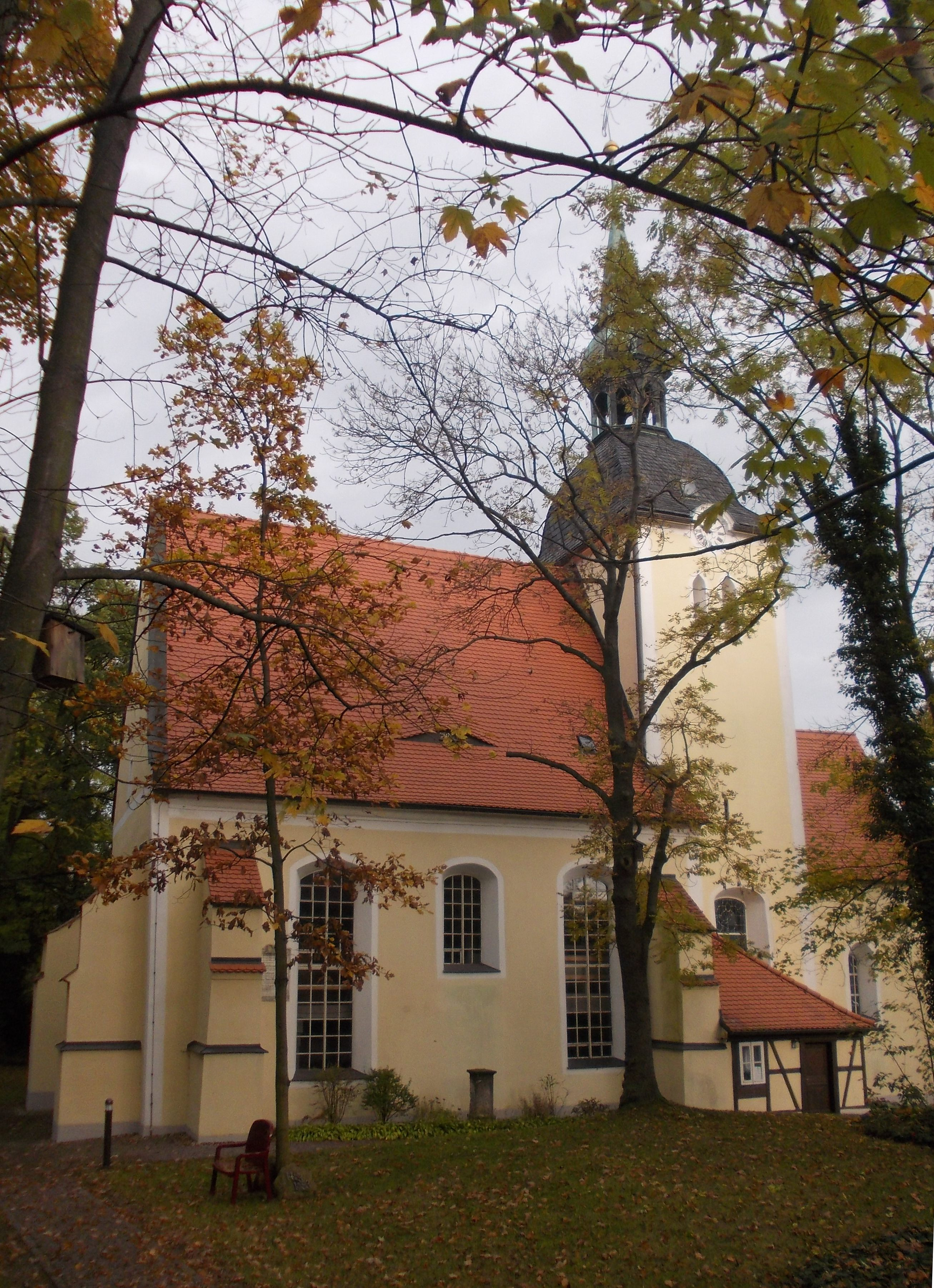
Kirche in Burkartshain

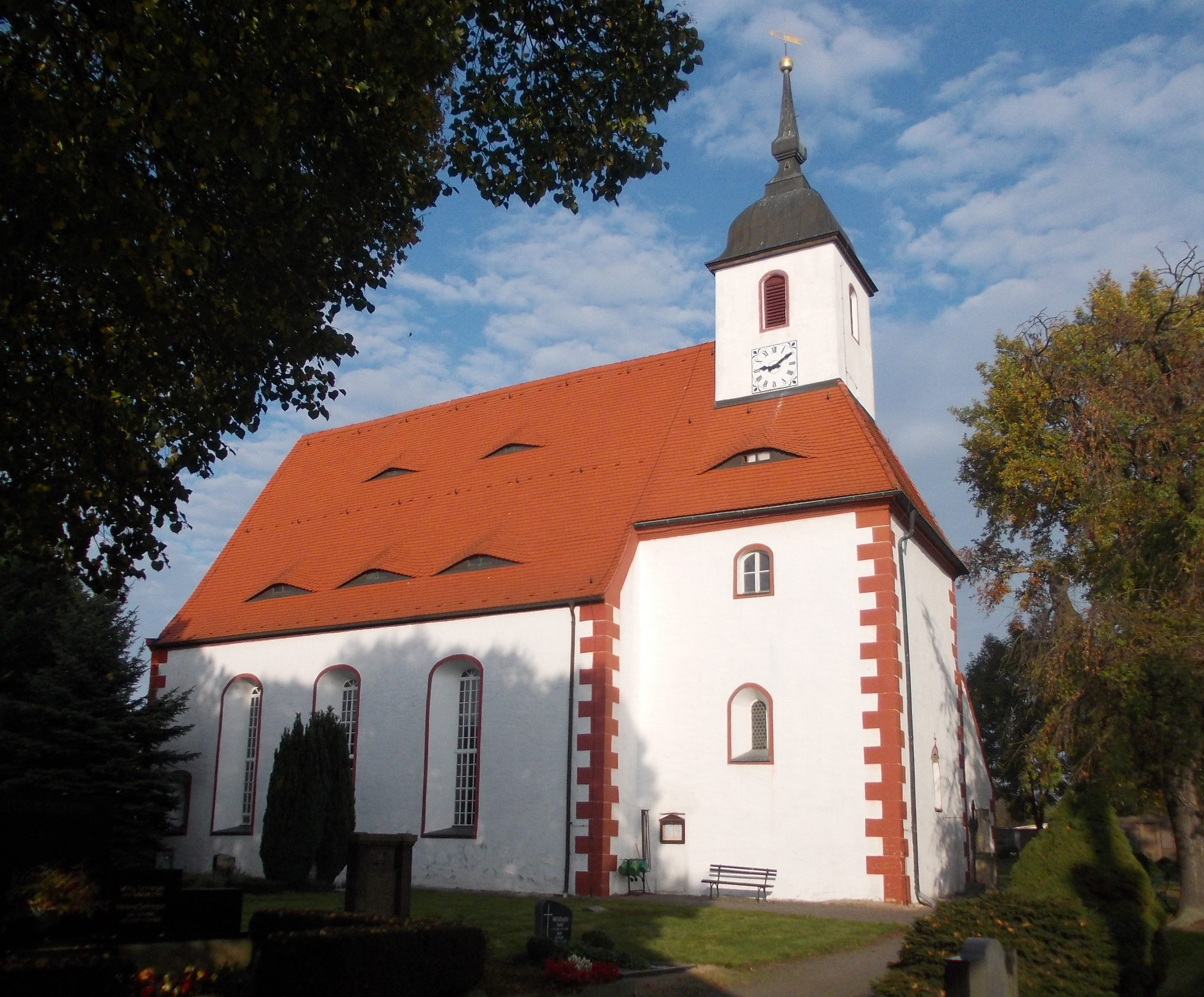
Kirche in Kühren

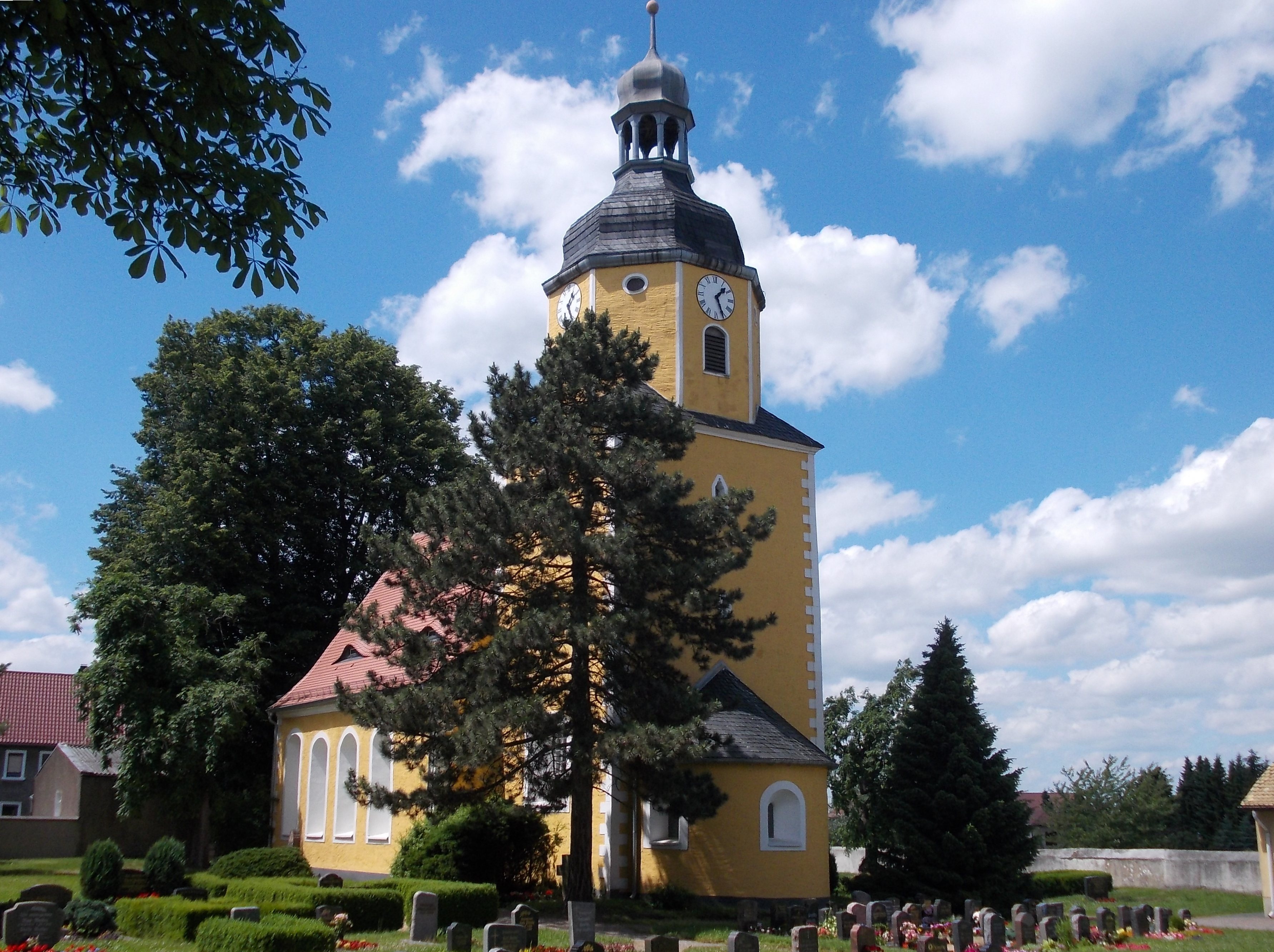
Kirche in Sachsendorf

| - Birkenhof - Burkartshain - Kornhain - Kühren | - Mühlbach - Nitzschka - Oelschütz - Pyrna | - Sachsendorf - Streuben - Trebelshain - Wäldgen |

## Geschichte
Mit dem Ansiedlungsvertrag von 1154 siedelte der Meißner Bischof Gerung im Dorf Coryn, dem heutigen Kühren, flandrische Bauern mit großen Privilegien an. Die 16 bäuerlichen Familien erhielten 17 Hufen Land, eine Hufe die Kirche. In dieser Urkunde wurde auch ein Vogt (Sifridus) genannt. Dieser hatte hier dreimal im Jahr Ding zu halten. Der Ortsteil Kühren der Gemeinde Kühren-Burkartshain ist somit der älteste ersterwähnte Ort im ehemaligen Gemeindegebiet. Die Ortsteile Burkartshain und Sachsendorf werden im Jahr 1284 in einer Grenzurkunde erstmals urkundlich erwähnt. Die Gegend ist aber nachweislich seit der Altsteinzeit besiedelt, davon zeugen Funde am Sonnenmühlwall bei Oelschütz.
Am 1. Juli 1950 wurden die bis dahin eigenständigen Gemeinden Streuben und Trebelshain nach Kühren eingemeindet.
Letzter Bürgermeister vor der Eingemeindung war Jörg Grundig.

## Sehenswürdigkeiten
- evangelisch-lutherische Dorfkirche Burkartshain – als sogenannte Chorkirche bereits um 1200 erbaut, Turmbau Anfang 15. Jahrhundert, um 1529 eine der ersten evangelischen Pfarrkirchen Sachsens, Kanzel und Beichtstuhl von 1690 (späte Renaissancegestaltung von C. Kern), Altar von 1702, Kassettendecke und Patronatsloge von 1704 im Stil des „Bauernbarock“ prachtvoll bemalt und vergoldet.[3] Der Beichtstuhl mit Bildern von Jesus Christus, Martin Luther und Jan Hus stammt aus der nachreformatorischen Zeit. Orgel von 1835. Grabmale aus dem 16. Jahrhundert.[4] Die Kirche wird mit Unterstützung einer Familienstiftung saniert.
- Die Evangelisch-lutherische Dorfkirche Kühren von 1154, mit 1952 freigelegten Fresken aus dem 15. Jahrhundert,[5] Taufstein von 1500 und Kanzel von 1616. Die Orgel wurde 1850 von der Leipziger Firma Wolfram eingebaut.[6]
- Die Evangelisch-lutherische Kirche Sachsendorf stammt aus der romanischen Zeit. Nach dem Brand 1693 wurde sie 1698 im Barockstil eingeweiht mit Patronatsloge der Sachsendorfer Rittergutsherrschaften, um 1900 große Umgestaltung im Jugendstil.[7]
- Königlich-sächsischer Ganzmeilenstein aus der Zeit um 1860 in Burkartshain als Nachbildung (Original im Bergelager Trebsen)
- Das Waldgebiet Wermsdorfer Forst
- Naturdenkmal Oelschützer Loreley, ein Felshang am Muldeufer

## Der Kührener Elefant

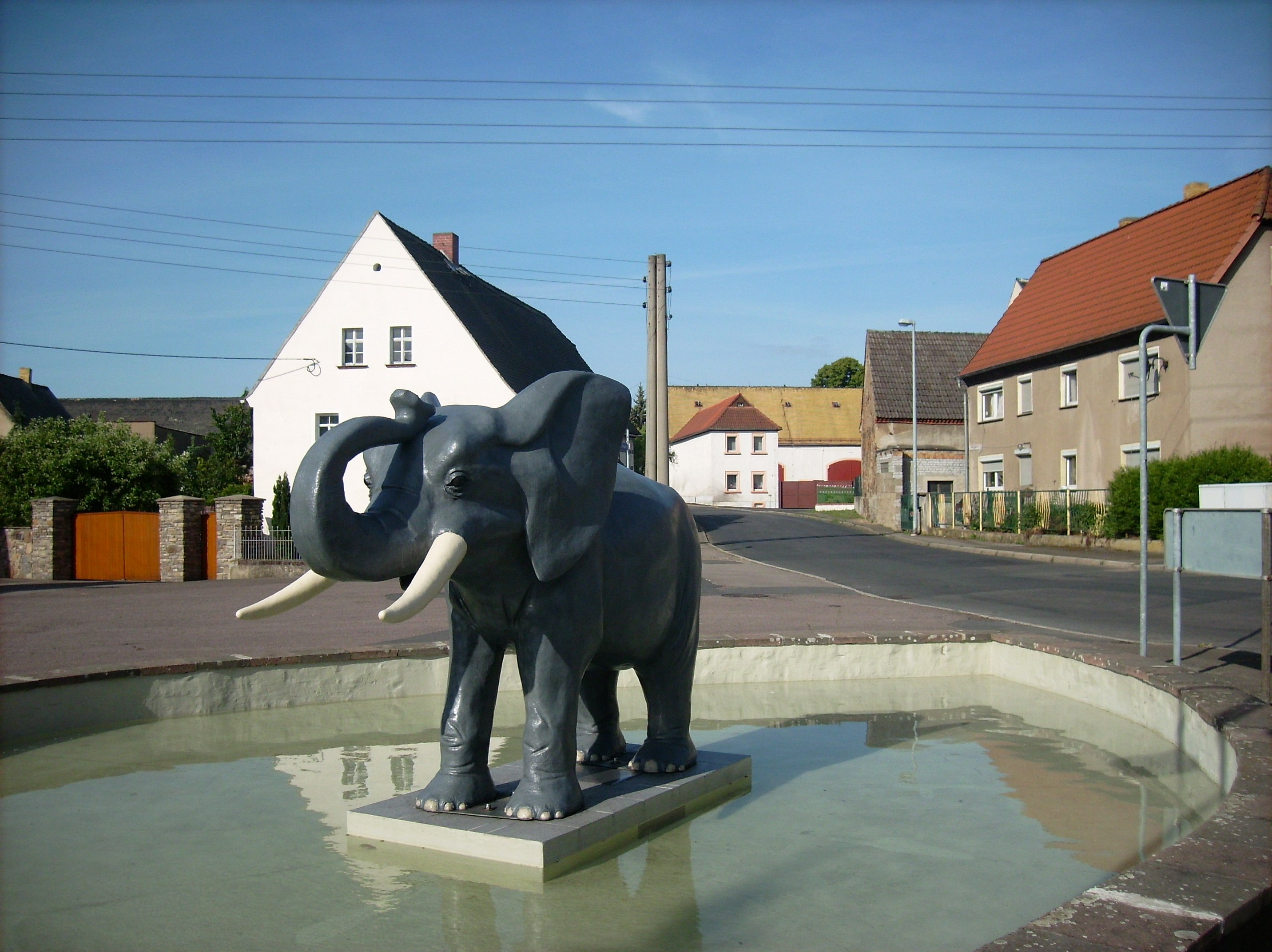
Elefantenbrunnen mit der neuen Figur von 2008

1888 veranstaltete man in dem etwa zehn Kilometer entfernten Wurzen eine Ballonflugschau. Ein Ballon in der Form eines Elefanten kam dabei vom Kurs ab und musste auf einem Feld in der Nähe von Kühren notlanden. Auf diesem Feld arbeiteten mehrere Dutzend Bauern bei der Ernte. Da die Bauern in ihrem gesamten Leben weder einen Ballon noch einen Elefanten gesehen haben, gingen sie mit Sensen und Mistgabeln auf das „Ungeheuer“ los. Wofür die Kührener zunächst Spott erfuhren, machten sie später zu ihrem Markenzeichen. In den 1980ern erbaute eine Bürgerinitiative im Zentrum von Kühren zum Gedenken an dieses Ereignis einen Springbrunnen in Elefantenform. Der nach 31 Jahren altersschwache Elefant erhielt 2008 einen neuen Nachfolger.
Auch im Wappen von Kühren-Burkartshain, das nach der Eingemeindung nach Wurzen dem hiesigen Heimatverein zur Verfügung steht, ist der Elefant zu sehen, und die Schule sowie ein Kührener Gasthof tragen den Elefanten in ihrem Namen. In Letzterem besitzt die Wirtin eine Sammlung von 1557 Elefanten.

## Söhne und Töchter
- Johann Georg Franck (1669–1747), evangelischer Theologe und Pfarrer
- Karl August Espe (1804–1850), Theologe, Pädagoge und Autor